# João Fernandes da Silveira
D. João Fernandes da Silveira (c. 1420 - 1484), 1.º Barão do Alvito foi alto funcionário régio durante a centúria de Quatrocentos e que foi elevado à alta nobreza. Sendo, nessa altura, titulado Barão do Alvito por carta régia do Rei D. Afonso V de Portugal de 27 de Abril de 1475 devido aos longos serviços prestados a este monarca. Foi o primeiro título de barão concedido em Portugal. Sendo esta graça de juro e herdade como o revela a carta régia: Barão da villa d'Alvito, de juro e herdade para sempre, sem carecer de mais licença regia. Mercê que foi posteriormente confirmada por D. João II a 10 de Abril de 1482.

## Biografia

### Oficial da Corte

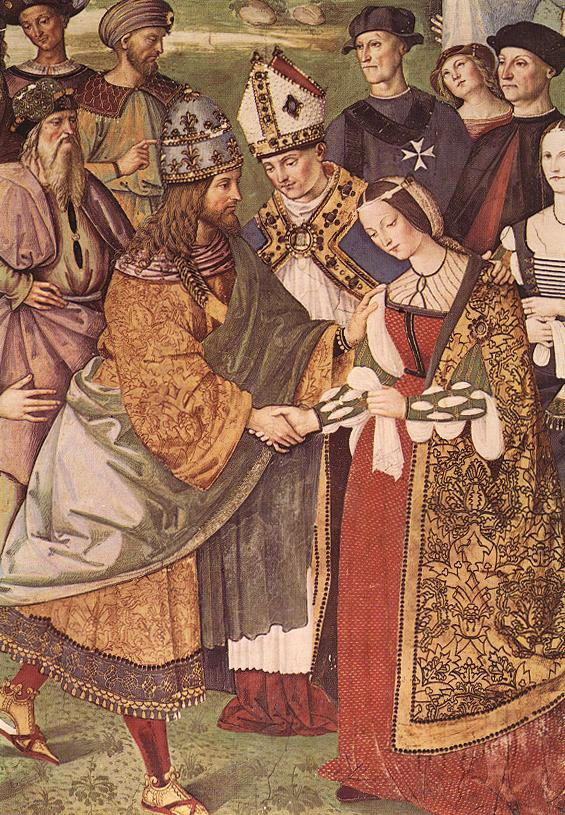
Casamento entre D.Leonor de Portugal e o Imperador Frederico III

Doutor em leis como seu pai, foi juiz desembargador, vice-chanceler do Reino e chanceler-Mor interino, foi ainda chanceler da Casa do Cível e regedor da Casa da Suplicação nos governos do regente D. Pedro, Duque de Coimbra e de D. Afonso V. Já no reinado de D. João II foi escrivão da Puridade, chanceler-mor e vedor da Fazenda.
Esteve na campanha de 1471 em Marrocos e assistiu às conquistas de Tânger e Arzila.
Desempenhou o ofício de embaixador por dez vezes, prestando grandes serviços ao Reino, como quando negociou o matrimónio da Infanta D. Leonor, irmã de D. Afonso V, com o Imperador Frederico III da Germânia em 1451. Partiu para Nápoles em Junho de 1451 para aí se encontrar com os procuradores do Imperador: D. Eneas, Bispo de Trieste, D. Jorge de Vollesdorff, barão do ducado de Áustria, os seus conselheiros e Miguel de Phullendorf seu secretário. As negociações são apadrinhadas pelo Rei de Aragão e Nápoles Afonso V, o Magnânimo. O contrato de casamento virá a ser outorgado a 10 de Dezembro de 1450, estando presentes Fernando, Duque da Calábria, o Duque de Cleves e os embaixadores das Repúblicas de Veneza e Florença.

### Ascendência

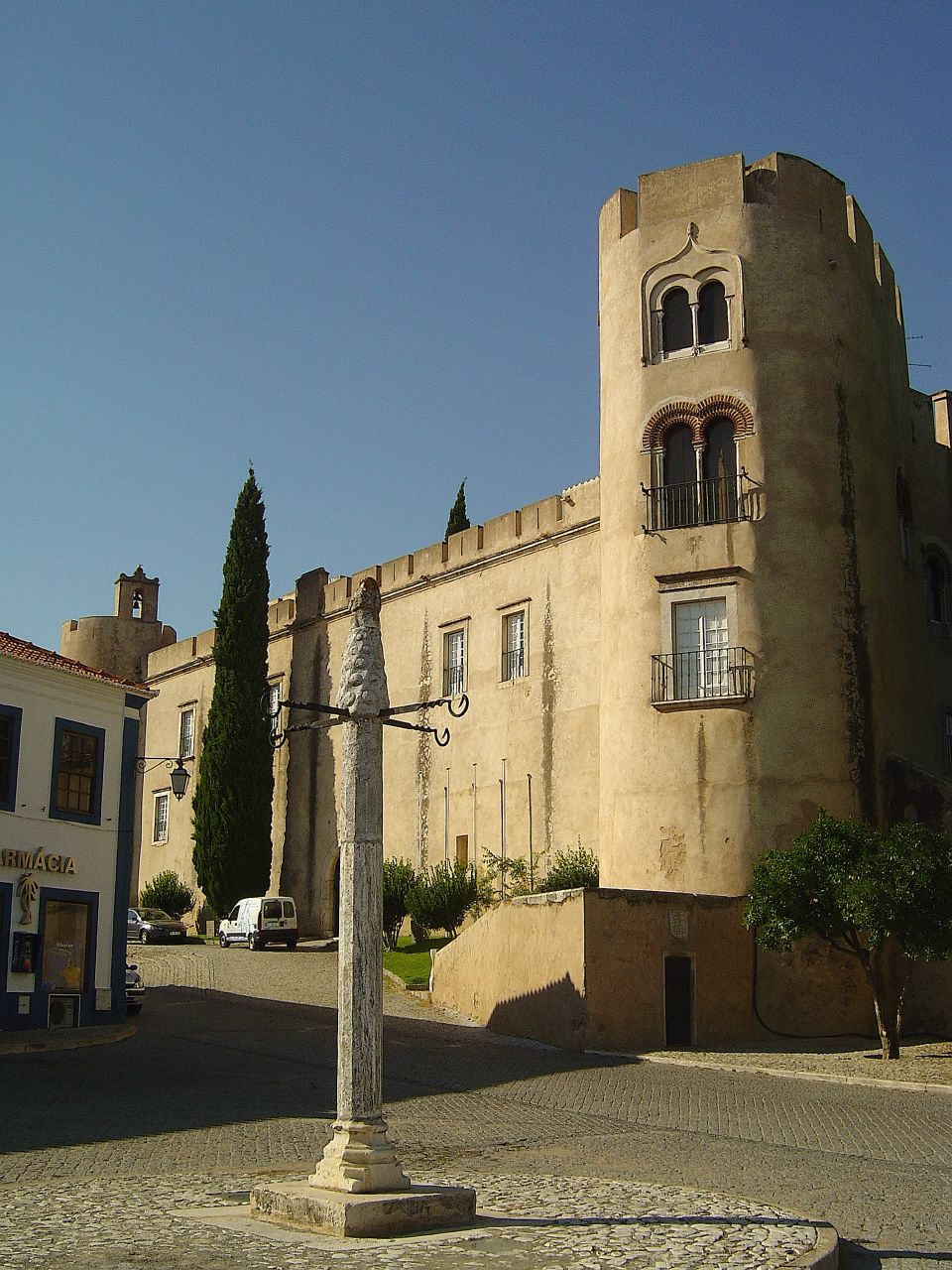
Castelo do Alvito cuja construção se iniciou na altura da morte de D. João e foi levada a cabo pelo seu filho D. Diogo

Era filho do Doutor pela Universidade de Bolonha Fernando Afonso da Silveira - juiz desembargador e chanceler-Mor de Portugal, descendente de D. Afonso III - e de D. Catarina Teixeira - Camareira-Mor da Infanta D. Isabel, mais tarde Duquesa de Borgonha, e filha de Estêvão Peres Alcaide-Mor de Torres Vedras.
O seu pai, D. Fernando, era por sua vez filho legítimo de D. Afonso Martins, cavaleiro de D. João I e que mais tarde professou e foi 19º Prior do Real Mosteiro de Santa Cruz. D. Afonso Martins era filho de D. Martim Afonso de Sousa, senhor de Baião neto de Afonso Dinis, filho ilegítimo de D. Afonso III. Senhor do Alvito por casamento com D. Maria de Sousa Lobo, senhora do Alvito, filha e herdeira de Diogo Lopes Lobo, senhor de Alvito, Vila Nova, Oriola, Aguiar e Nisa de Setúbal. 

### Casamentos e Descendência
|                  | Nome                       | Nascimento | Morte                   | Conjugue (datas de nascimento & morte) e filhos                   |
| Com a            |                            |            |                         |                                                                   |
| [[File:\|100px]] | Fernão da Silveira, o Moço | o 1 a      | 8 de setembro de 1489 a | Casou com Beatriz de Sousa; com linhagem extinta.                 |
| Com a            |                            |            |                         |                                                                   |
| [[File:\|100px]] | [[]], Ce                   | 1 4 a      | 23 de março de 1819 a   | Casou a 11 de setembro de 1774 com Ma (1–7) (? filhos): Ao (1, o) |

D. João Fernandes da Silveira casou duas vezes:
- Em primeiras núpcias com D. Violante Pereira, filha de Joane Mendes de Agoada, corregedor da Corte.

Teve:
- Fernão da Silveira, o Moço; casou com D. Beatriz de Sousa; com linhagem extinta.

Voltou a casar com D. Maria de Sousa Lobo, senhora do Alvito, filha e herdeira de Diogo Lopes Lobo, 5.º Senhor do Alvito e Oriola e de D. Isabel de Sousa, filha de D. Lopo Dias de Sousa, mestre da Ordem de Cristo, na casa de Lafões.
Teve:
- D. Diogo Lobo da Silveira (c. 1470), 2.º Barão do Alvito; casou com D. Joana de Noronha e D. Leonor de Vilhena; com ampla descendência.
- D. Filipe de Sousa (c. 1470), , que tomou o apelido de seu avô materno, comendador de São Martinho de Sande e foi o tronco da família dos Sousas, senhores dos morgados de Calhariz, Monfalim e Fonte do Anjo, alcaides-mores da Sertã, capitães da Guarda Real alemã, depois chamada "de archeiros"[3]; casou com Francisca Pereira de Sá e Filipa da Silva; com descendência do segundo casamento.
- D. Martinho da Silveira; casou com Leonor de Vasconcelos; o seu filho foi D. Manuel da Silveira, capitão de Mina e Ormuz.
- D. Isabel de Sousa; casou com D. Pedro de Castro e com D. Rodrigo de Menezes; teve descendência do segundo casamento.

## Brasão de Armas

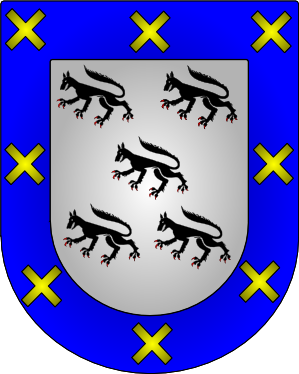
Armas dos Barões de Alvito

O brasão de armas concedido a D. João Fernandes da Silveira e que se tornou no Brasão da Casa de Alvito era: em campo de prata cinco lobos pardos em aspa, armados de vermelho, tendo o escudo uma bordadura de azul com oito aspas de ouro; o timbre é um dos lobos do escudo com uma aspa na espádua. Mais tarde foi acrescentada a bordadura de azul, que, em Portugal, é privativa dos barões de Alvito.